# Claude Eatherly

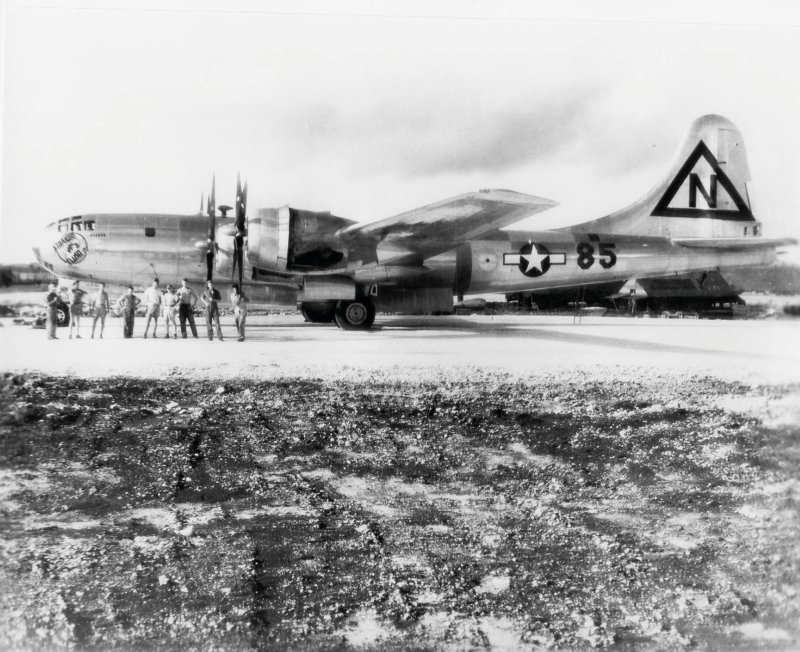
Die von Claude R. Eatherly kommandierte Boeing B-29 „Straight Flush“

Claude Robert Eatherly (* 2. Oktober 1918 in Texas, USA; † 1. Juli 1978 in Houston, Texas) war ein Major der United States Army Air Forces während des Zweiten Weltkrieges. Er erkundete die Wetterbedingungen über Hiroshima am Tag des Atombombeneinsatzes.

## Leben
Eatherly flog am 6. August 1945 seinen Boeing B-29 Wetteraufklärer „Straight Flush“ und meldete gute Wetterbedingungen. Er war zum Zeitpunkt des Atomwaffenabwurfs auf dem Rückflug und 225 Meilen von der Explosion entfernt. Eatherly hatte später behauptet, durch die Atombomben-Wolke geflogen zu sein. Der Pilot der Enola Gay, Colonel Paul Tibbets sagte ausdrücklich, dass Eatherly an diesem Morgen keinerlei Entscheidungen zu treffen hatte.
1940 ging Eatherly zur Luftwaffe und wurde Pilot. Zunächst flog er hauptsächlich Langstreckenaufklärungsflüge gegen feindliche U-Boote. Er galt als präziser und gewissenhafter Pilot und wurde so 1943 zum Captain befördert. Nach dem Atomwaffeneinsatz verblieb Eatherly zunächst bei der Luftwaffe, wurde aber nicht weiter im Atomwaffenprogramm als Pilot berücksichtigt. Sein Betrugsversuch bei einem schriftlichen Eignungstest für den Wetterdienst (meteorology school) beendete 1947 seine Militärlaufbahn.
Nach dem Krieg wurde er mit Scheckbetrug, Einbruch und einer Serie bizarrer Raubüberfälle (bei denen er keine richtigen Waffen benutzte und das erbeutete Geld am Tatort zurückließ) wiederholt straffällig und musste in psychiatrische Behandlung.
Eatherlys Skrupel wegen Hiroshima wurden 1957 von einem Journalisten entdeckt. Newsweek brachte einen Bericht über den Helden in Handschellen, ein Fernsehspiel griff das Thema auf. Günther Anders las den Newsweek Artikel und begann einen Briefwechsel mit dem Piloten. Diesem Bestseller und den anderen, unkritischen, Darstellungen Eatherlys konnte auch die Aufklärungsarbeit des investigativen Journalisten William Bradford Huie nichts anhaben. Huie sah das voraus:

“The readers of this book will be numbered in thousands, and many of them will believe I was hired by the militarists to smear you…You [Claude Eatherly] became what you are because by 1960 most of the human race wanted you to be the Hiroshima Pilot.”

Eatherly fühlte sich in seiner Ehre gekränkt, weil er selbst keine Atombomben abwerfen durfte.
G. Anders nannte den engagierten Bürgerrechtler Huie einen vom Militär gekauften Romanschriftsteller.
Claude Eatherly starb 1978 an Krebs.